# Nino Busetto
Nino Busetto (Venezia, 1877 – Vicenza, 1940) è stato un pittore, illustratore e incisore italiano.

## Biografia
Cugino della pittrice e scultrice Adriana Darù e nato a Venezia da famiglia genovese discendente da Nino Bixio, fu un artista scontroso e rude che aveva colto numerosi successi alle biennali di Venezia oltre che in altre importanti rassegne sia in Italia che all'estero.
Il paesaggio veneto fu da lui molto apprezzato, talché ne diventò un ottimo illustratore. 
Muore negli ultimi mesi del 1940 a Vicenza.

## Opere
Si ricordano fra le opere dell'artista veneziano:
- "Ritratto del Conte Andor Semsey", esposto alla Biennale di Venezia del 1914;
- "Famiglia Vicentina", esposto alla Mostra dei Quarant'anni a Venezia nel 1935;
- "Ritratto di Donna Dolfin";
- "Liliana", la quale è ritratta in varie pose e versioni.